# Copa Beckenbauer
La Copa Beckenbauer era un torneo amistoso de fútbol que se realizaba periódicamente en homenaje a Franz Beckenbauer en donde se enfrentaban F.C. Bayern de Múnich y un rival internacional a partido único en el estadio Allianz Arena.
En el año 2007 fue ganado por el FC Barcelona. En 2008 el ganador fue el Inter de Milán. En 2009 el torneo cambió de nombre por cuestiones de patrocinio al nombre de Audi Cup. En 2010 volvió a llamarse el torneo con el nombre de Copa Beckenbauer. El Real Madrid ganó el torneo en la tanda de penalties en el año 2010. El torneo pasaría a llamarse nuevamente como Audi Cup desde 2011 en adelante.

## Palmarés
| Fecha                | Campeón        | Subcampeón       | Marcador      |
| -------------------- | -------------- | ---------------- | ------------- |
| 15 de agosto de 2007 | FC Barcelona   | Bayern de Múnich | 1-0           |
| 5 de agosto de 2008  | Inter de Milán | Bayern de Múnich | 1-0           |
| 13 de agosto de 2010 | Real Madrid    | Bayern de Múnich | 0-0 (4-2 pp.) |